# Aleksandr Spiwak
Aleksandr Siergiejewicz Spiwak, ros. Александр Сергеевич Спивак, ukr. Олександр Сергійович Співак, Ołeksandr Serhijowicz Spiwak (ur. 6 stycznia 1975 w Żdanowie) – rosyjski piłkarz pochodzenia ukraińskiego, grający na pozycji pomocnika. W 2006 zmienił obywatelstwo ukraińskie na rosyjskie.

## Kariera piłkarska

### Kariera klubowa
Wychowanek Szkoły Piłkarskiej Nowator Żdanow i Szkoły Olimpijskiej Rezerwy w Doniecku. W 1992 rozpoczął karierę piłkarską w Siłur Charcyzk. W sezonie 1993/1994 bronił barw Stali Mielec. Następnie występował w ukraińskich klubach SK Odessa, Czornomoreć Odessa, Szachtar Donieck, Stal Ałczewsk, Zirka Kirowohrad i Metałurh Zaporoże. Z Szachtarem zdobył puchar Ukrainy w 1997. W 2000 podpisał kontrakt z Zenitem Petersburg, w którym wykonywał karne. Z Zenitem zdobył Mistrzostwo Rosji w 2007 oraz puchar Rosyjskiej Premier Ligi w 2003. W 2006 w związku z limitem na piłkarzy zagranicznych był zmuszony przyjąć obywatelstwo rosyjskie.
W 2007 roku zakończył piłkarską karierę.

### Kariera reprezentacyjna
2 czerwca 2001 zadebiutował w reprezentacji Ukrainy w spotkaniu eliminacyjnym Mistrzostw Świata z Norwegią zremisowanym 0:0. Wszedł na boisko w 59 minucie. Łącznie rozegrał 3 gry reprezentacyjne.

## Sukcesy i odznaczenia

### Sukcesy klubowe
- wicemistrz Ukrainy: 1995, 1997, 1998
- mistrz Rosji: 2007
- wicemistrz Rosji: 2003
- brązowy medalista Mistrzostw Rosji: 2001